# IC 772
IC 772 је спирална галаксија у сазвјежђу Береникина коса која се налази на листи објеката дубоког неба у Индекс каталогу.
Деклинација објекта је + 23° 57' 32" а ректасцензија 12h 15m 15,8s. Привидна величина (магнитуда) објекта IC 772 износи 14,7 а фотографска магнитуда 15,5. IC 772 је још познат и под ознакама IC 3067, CGCG 128-61, NPM1G +24.0271, PGC 39178.